# Nekrolog 1615
Nekrolog
◄◄
| ◄
| 1611
| 1612
| 1613
| 1614
| 1615 | 1616 | 1617 | 1618 | 1619 | ► | ►►
Weitere Ereignisse | Allgemeiner Nekrolog 1615
Die Beschreibung der verstorbenen Person sollte so kurz wie möglich gehalten sein und nur deren signifikante Tätigkeit(en) enthalten.
Neue Namen ggf. auch unter dem Geburts- und Sterbedatum, also etwa unter 1. Januar und im Geburts- und Sterbejahr (2024) eintragen (nur bei entsprechender großer Wichtigkeit). Für Beispiele siehe die schon vorhandenen Artikel.
Außerdem über die fünf zuletzt Verstorbenen, zu denen es einen ausreichend guten Artikel für eine Präsentation auf der Hauptseite gibt, nach der todesbedingten Überarbeitung der Artikel ggf. auch unter Wikipedia Diskussion:Hauptseite informieren und sie am besten auch in den anderen Wikipedia-Sprachversionen eintragen. Tipp: Regelmäßig bei news.google.de nach „ist tot“, „gestorben“ oder „verstorben“ suchen.
Wenn eine Person gestorben ist, gibt es viele Seiten zu dieser Person in der Wikipedia, die davon auch betroffen sind und entsprechend aktualisiert werden müssen. Beispiele: Namenübersichtsseite, Geburtsjahr, Geburtsort-Seiten und viele mehr.
Wie finde ich die betroffenen Seiten?
Im Suchfeld auf der linken Seite gibt man den Suchbegriff so ein: „Vorname Nachname“. Dann klickt man auf Volltext und alle Seiten mit entsprechendem Suchtext werden aufgerufen. Hier sieht man dann schnell, wo auch das Todesjahr Sinn macht oder sogar ein Teil des Artikels angepasst werden muss. Auch hilft das „Werkzeug“ auf der linken Seite sehr gut, um solche Seiten aufzufinden: „Links auf diese Seite“. Somit ist die Wikipedia wieder aktuell in allen Bereichen! Hinweis: bei Eintragung der Kategorie „Gestorben JAHR“ wird der Missbrauchsfilter 49 ausgelöst, was jedoch nicht schlimm ist. Siehe: Spezial:Missbrauchsfilter/49
Dies ist eine Liste von im Jahr 1615 verstorbenen bekannten Persönlichkeiten. Die Einträge erfolgen innerhalb der einzelnen Daten alphabetisch sortiert. Tiere sind im Nekrolog für Tiere zu finden.

## Januar
| Tag        | Name                | Beruf, bekannt als                                             | Alter | Beleg |
| ---------- | ------------------- | -------------------------------------------------------------- | ----- | ----- |
| 7. Januar  | Samuel Selfisch     | deutscher Verleger, Buchhändler, Bürgermeister von Wittenberg  | 85    |       |
| 15. Januar | Virginia de’ Medici | Mitglied der Familie Medici und Herzogin von Modena und Reggio | 46    |       |
| 27. Januar | Imagawa Ujizane     | japanischer General der Sengoku-Zeit                           |       |       |
| 31. Januar | Claudio Acquaviva   | Generaloberer der Societas Jesu (Jesuitenorden)                | 71    |       |

## Februar
| Tag        | Name                     | Beruf, bekannt als                                       | Alter | Beleg |
| ---------- | ------------------------ | -------------------------------------------------------- | ----- | ----- |
| 4. Februar | Giambattista della Porta | neapolitanischer Arzt, Universalgelehrter und Dramatiker |       |       |
| 4. Februar | Jakob Seidel             | deutscher Mediziner und Hochschullehrer                  | 68    |       |
| 4. Februar | Justo Takayama           | christlicher Daimyō                                      |       |       |
| 6. Februar | Elias Herlitz            | deutscher Organist, Komponist und Schriftsteller         |       |       |

## März
| Tag      | Name                 | Beruf, bekannt als                                          | Alter | Beleg |
| -------- | -------------------- | ----------------------------------------------------------- | ----- | ----- |
| 4. März  | Hans von Aachen      | deutscher Maler                                             |       |       |
| 6. März  | Pieter Both          | Generalgouverneur von Niederländisch-Indien                 |       |       |
| 10. März | John Ogilvie         | Mönch im Jesuitenorden und Märtyrer der katholischen Kirche |       |       |
| 14. März | Odo van Maelcote     | belgischer Jesuit, Astronom und Mathematiker                | 42    |       |
| 25. März | Taddeo Carlone       | schweizerisch-italienischer Bildhauer und Architekt         |       |       |
| 27. März | Margarete von Valois | Königin von Frankreich und Navarra                          | 61    |       |

## April
| Tag       | Name            | Beruf, bekannt als | Alter | Beleg |
| --------- | --------------- | ------------------ | ----- | ----- |
| 20. April | Gerhard Hendrik | Bildhauer          |       |       |
| April     | Ludwig Hager    | Kartäuserprior     |       |       |

## Mai
| Tag     | Name                            | Beruf, bekannt als                                             | Alter | Beleg |
| ------- | ------------------------------- | -------------------------------------------------------------- | ----- | ----- |
| 2. Mai  | François Buisseret              | Bischof von Namur sowie Fürsterzbischof und Herzog von Cambrai | 65    |       |
| 4. Mai  | Adriaan van Roomen              | flämischer Mathematiker und Arzt                               | 53    |       |
| 6. Mai  | Hinrich Sillem                  | deutscher Kaufmann und Politiker                               |       |       |
| 20. Mai | Johann Heinrich von Lindenau    | deutscher Rittergutsbesitzer                                   | 28    |       |
| 28. Mai | Joachim Ernst von Anhalt-Dessau | Erbprinz von Anhalt-Dessau                                     | 22    |       |

## Juni
| Tag      | Name                                        | Beruf, bekannt als                               | Alter | Beleg |
| -------- | ------------------------------------------- | ------------------------------------------------ | ----- | ----- |
| 1. Juni  | al-Būrīnī                                   | syrischer Chronist und Universitätsprofessor     | 58    |       |
| 1. Juni  | Ambrosius Reuden                            | deutscher Orientalist und lutherischer Theologe  | 72    |       |
| 4. Juni  | Toyotomi Hideyori                           | japanischer Heerführer und Daimyō                | 21    |       |
| 9. Juni  | Georg Reimann                               | deutscher Dichter und Rhetoriker                 |       |       |
| 11. Juni | Heinrich Karl von Braunschweig-Wolfenbüttel | Bischof von Halberstadt                          | 5     |       |
| 19. Juni | Toyotomi Kunimatsu                          | letztes Oberhaupt des japanischen Toyotomi-Klans |       |       |
| 24. Juni | Simon Ulrich Pistoris                       | Rechtswissenschaftler                            | 44    |       |
| 25. Juni | David Brentel                               | schwäbischer Maler, Zeichner und Kupferstecher   |       |       |

## Juli
| Tag      | Name              | Beruf, bekannt als                                          | Alter | Beleg |
| -------- | ----------------- | ----------------------------------------------------------- | ----- | ----- |
| 1. Juli  | Martin Marstaller | Kammerrat und Erzieher der Söhne des Herzogs Bogislaw XIII. | 54    |       |
| 6. Juli  | Furuta Oribe      | japanischer Daimyō und Teemeister                           |       |       |
| 8. Juli  | Owen Günther      | deutscher Philosoph und Mediziner                           | 83    |       |
| 30. Juli | Evert Horn        | schwedischer Feldmarschall                                  | 30    |       |

## August
| Tag        | Name                | Beruf, bekannt als                                     | Alter | Beleg |
| ---------- | ------------------- | ------------------------------------------------------ | ----- | ----- |
| 7. August  | Melchior Vulpius    | deutscher Kantor und Kirchenkomponist                  |       |       |
| 15. August | Mir Emad Ghazvini   | iranischer Kalligraf und Kalligrafielehrer             |       |       |
| 18. August | Louis Métezeau      | französischer Architekt der Renaissance                |       |       |
| 23. August | François de Joyeuse | französischer Kardinal der römisch-katholischen Kirche | 53    |       |
| 25. August | Pierre Franqueville | Bildhauer                                              |       |       |
| 28. August | John Baldwin        | englischer Tenor und Komponist                         |       |       |
| 30. August | Étienne Pasquier    | französischer Jurist und Literat                       | 86    |       |

## September
| Tag           | Name                       | Beruf, bekannt als                                                        | Alter | Beleg |
| ------------- | -------------------------- | ------------------------------------------------------------------------- | ----- | ----- |
| 5. September  | Antoine de La Faye         | französisch-schweizerischer evangelischer Geistlicher und Hochschullehrer |       |       |
| 9. September  | Virginio Orsini            | zweiter Herzog von Bracciano                                              |       |       |
| 19. September | Hans Wilhelm von Gemmingen | Grundherr in Treschklingen und Michelfeld                                 | 42    |       |
| 22. September | Heinrich Petreus           | deutscher Jurist und Humanist                                             | 69    |       |
| 23. September | Wojciech Baranowski        | polnischer katholischer Bischof                                           |       |       |
| 27. September | Arbella Stuart             | Herzogin von Somerset                                                     |       |       |

## Oktober
| Tag         | Name                                       | Beruf, bekannt als                                  | Alter | Beleg |
| ----------- | ------------------------------------------ | --------------------------------------------------- | ----- | ----- |
| 9. Oktober  | Juan Fernández de Boán                     | spanischer Jurist, vorübergehend Vizekönig von Peru |       |       |
| 9. Oktober  | Joachim Karl von Braunschweig-Wolfenbüttel | Dompropst zu Straßburg und Bürgermeister            | 42    |       |
| 31. Oktober | Marcantonio Memmo                          | 91. Doge von Venedig                                |       |       |

## November
| Tag          | Name                           | Beruf, bekannt als                                      | Alter | Beleg |
| ------------ | ------------------------------ | ------------------------------------------------------- | ----- | ----- |
| 10. November | Paul Francke                   | herzoglicher Baumeister in Wolfenbüttel                 |       |       |
| 16. November | Franz Ursinus                  | Titularbischof von Nicopolis und Weihbischof in Breslau | 46    |       |
| 24. November | Sethus Calvisius               | deutscher Komponist, Musiktheoretiker und Kantor        | 59    |       |
| 25. November | Hieronymus I. Hölein           | deutscher Zisterzienserabt                              |       |       |
| 29. November | Georg Albrecht von Brandenburg | Markgraf von Brandenburg, Herrenmeister zu Sonnenburg   | 24    |       |
| November     | Edward Wright                  | englischer Mathematiker und Kartograph                  |       |       |

## Dezember
| Tag          | Name               | Beruf, bekannt als                                                                 | Alter | Beleg |
| ------------ | ------------------ | ---------------------------------------------------------------------------------- | ----- | ----- |
| 1. Dezember  | Hans Bach          | österreichischer Spielmann, Hofnarr und Musiker                                    |       |       |
| 3. Dezember  | Carlo Conti        | italienischer Geistlicher, Kardinal, Bischof von Ancona                            | 59    |       |
| 7. Dezember  | Gerard Reynst      | niederländischer Kaufmann und Reeder, Gouverneur-General von Niederländisch-Indien |       |       |
| 17. Dezember | Enoch Widmann      | Rektor                                                                             | 63    |       |
| 26. Dezember | August von Sachsen | Verweser des Bistums Naumburg                                                      | 26    |       |

## Datum unbekannt
| Tag | Name                   | Beruf, bekannt als                                                                             | Alter | Beleg |
| --- | ---------------------- | ---------------------------------------------------------------------------------------------- | ----- | ----- |
|     | Bashabes               | politischer und militärischer Führer der nordamerikanischen Indianer vom Volk der Norridgewock |       |       |
|     | Timothy Bright         | englischer Hospitzalarzt, Landpfarrer und Entwickler eines Stenografiesystems                  |       |       |
|     | Françoise de Cezelli   | französische Kriegsheldin                                                                      |       |       |
|     | Wolff von Eggenberg    | österreichischer Offizier                                                                      |       |       |
|     | Paul Floren            | böhmischer Jesuit und protestantischer Theologe                                                |       |       |
|     | Miklós Istvanffy       | ungarischer Historiker                                                                         |       |       |
|     | Kaihō Yūshō            | japanischer Maler                                                                              |       |       |
|     | Peter von Kameke       | pommerscher Hofmarschall und Geheimer Rat                                                      |       |       |
|     | Alonso Pérez de Guzmán | spanischer Grande und Befehlshaber der Spanischen Armada                                       |       |       |
|     | Giacomo Pergamini      | italienischer Lexikograf und Grammatiker                                                       |       |       |
|     | Barthold Saffe         | Kaufmann und Ratsherr der Hansestadt Lübeck                                                    |       |       |
|     | Bartolomeo Schedoni    | italienischer Maler                                                                            |       |       |
|     | Thüring Walther        | Schweizer Glasmaler                                                                            |       |       |
|     | Michael Ziegler        | deutscher Arzt, Philologe und Hochschullehrer                                                  |       |       |